# Chaperiopsis quadrispinosa
Chaperiopsis quadrispinosa is een mosdiertjessoort uit de familie van de Chaperiidae. De wetenschappelijke naam van de soort is voor het eerst geldig gepubliceerd in 1914 door Kluge.